# (20412) 1998 QG73
A (20412) 1998 QG73 a Naprendszer kisbolygóövében található aszteroida. A LINEAR projekt keretében fedezték fel 1998. augusztus 24-én.